# Odolen Kodym
Odolen Kodym (14. dubna 1898 Praha – 3. července 1963 Praha) byl český geolog a mineralog. Jeho jméno je spojeno především s výzkumem Barrandienu. Jeho odborný záběr však byl mnohem širší a pokrýval v podstatě celé území Československa.

## Životopis
Narodil se na Novém Městě pražském (v domě čp. 963/II) jako prostřední z pěti dětí pražského praktického lékaře Odolena Kodyma (1863–1935) a jeho první manželky Anny, rozené Kohlové, ovdovělé Sudové (1868–1901). Matka v jeho třech letech zemřela. Po absolvování obecné školy u sv. Jindřicha přešel nejprve na Jiráskovo gymnázium v Resslově ulici a poté na reálné gymnázium v Praze v Truhlářské ulici. Po maturitě na reálném gymnáziu však nepokračoval v rodinné tradici lékařů, jimiž byli jeho otec Odolen i děd Filip Stanislav, ale začal studovat na Filozofické a později Přírodovědecké fakultě Univerzity Karlovy. Zároveň se zapsal i jako mimořádný posluchač na ČVUT, kde navštěvoval přednášky z geologie u Cyrila Purkyně, který měl velký vliv na jeho pozdější vědeckou dráhu. Dříve než úspěšně absolvoval doktorské zkoušky z filozofie, geologie a mineralogie a obhájil svou disertační práci Druhá fáze variského vrásnění v Barrandienu, zaujal svou publikační činností Purkyňovu pozornost a stal se roku 1919 jeho asistentem v geologickém ústavu ČVUT. V roce následujícím se jako volontér zapojil i do budování Státního geologického ústavu, který vedl právě Cyril Purkyně. V roce 1921 úspěšně absolvoval doktorské zkoušky z filozofie, geologie a mineralogie Až do února 1924 působil jako asistent na ČVUT a zároveň jako externí pracovník Státního geologického ústavu. S ním spojil svůj odborný život na více než dvacet let, než po jmenování řádným profesorem v roce 1946 přešel na katedru geologie Přírodovědecké fakulty UK. V roce 1956 získal titul doktora mineralogických a geologických věd.
Zemřel 3. července 1963 v Praze a je pochován na hřbitově v Šárce u kostela svatého Matěje.

## Pedagogická činnost
Pedagogické činnosti se věnoval zprvu jako soukromý docent geologie, kterým se stal roku 1925 na Vysoké škole inženýrského stavitelství při ČVUT a na Přírodovědecké fakultě UK. Od roku 1931 pak jako nehonorovaný mimořádný profesor na téže fakultě a od roku 1946 již jako řádný profesor geologie. V roce 1939 byl jmenován zkušebním komisařem pro učitelské zkoušky na středních školách. V rámci pedagogické činnosti vydal řadu vysokoškolských a středoškolských učebnic (např. spolu s paleontologem Bedřichem Boučkem v roce 1954 a 1963 učebnici Geologie I a II) a prací týkajících se ochrany přírody (např. v roce 1954 spolu s J. Veselým Ochrana československé přírody a krajiny). V roce 1934 byl zvolen členem Československé národní rady badatelské a po skončení druhé světové války byl v letech 1946 až 1952 jejím generálním sekretářem. Mimo to byl v letech 1956 - 1960 předsedou Československé společnosti pro mineralogii a geologii, členem komitétu pro Přírodovědecký výzkum Čech a dalších společností. V roce 1956 získal titul doktora mineralogických a geologických věd. Spolu s profesorem Radimem Kettnerem vytvořili odbornou dvojici, která patřila nepochybně ke geologické špičce nejen v rámci Československa. Odolen Kodym zůstal až do své smrti 3. července 1963 spjat s Přírodovědeckou, později Geologicko-geografickou fakultou UK, vedl zde své přednášky a aktivně se podílel na činnosti katedry geologie.

## Vědecká činnost
Předmětem jeho vědecké činnosti byla regionální geologie v mnoha oblastech Čech a Slovenska, mapování, ochrana přírody a hydrogeologie. Studoval Český masiv, zvláště Barrandien, Železné Hory, Lužické hory, Krkonoše a Jizerské hory. Z karpatské soustavy se věnoval studiu Ždánického lesa, Chřibů, Bílých a Malých Karpat a Beskyd, z inženýrské a ložiskové geologie jej zajímaly praktické otázky spojené s výzkumem naftových polí, výstavbou údolních přehrad nebo železničních tratí.
Významná byla jeho účast na geologickém mapování Čech. Sám nebo jako člen širšího autorského kolektivu publikoval téměř 150 vědeckých prací a geologických map. Z tohoto množství jen několik nejrozsáhlejších, které dodnes představují základní práce v oboru:
- "Geologická mapa Prokopského údolí" (1918),

- "Geologické profily Barrandienem I, II" (1922, 1925),

- "Kaledonská příkrovová stavba Krkonoš a Jizerských hor" (1946),

- "Přednáška z geologie Českého masivu I, II, III" (1948, 1949, 1952),

- "Geologický vývoj Československa" (1954)[3][5]